# Pentacon Six

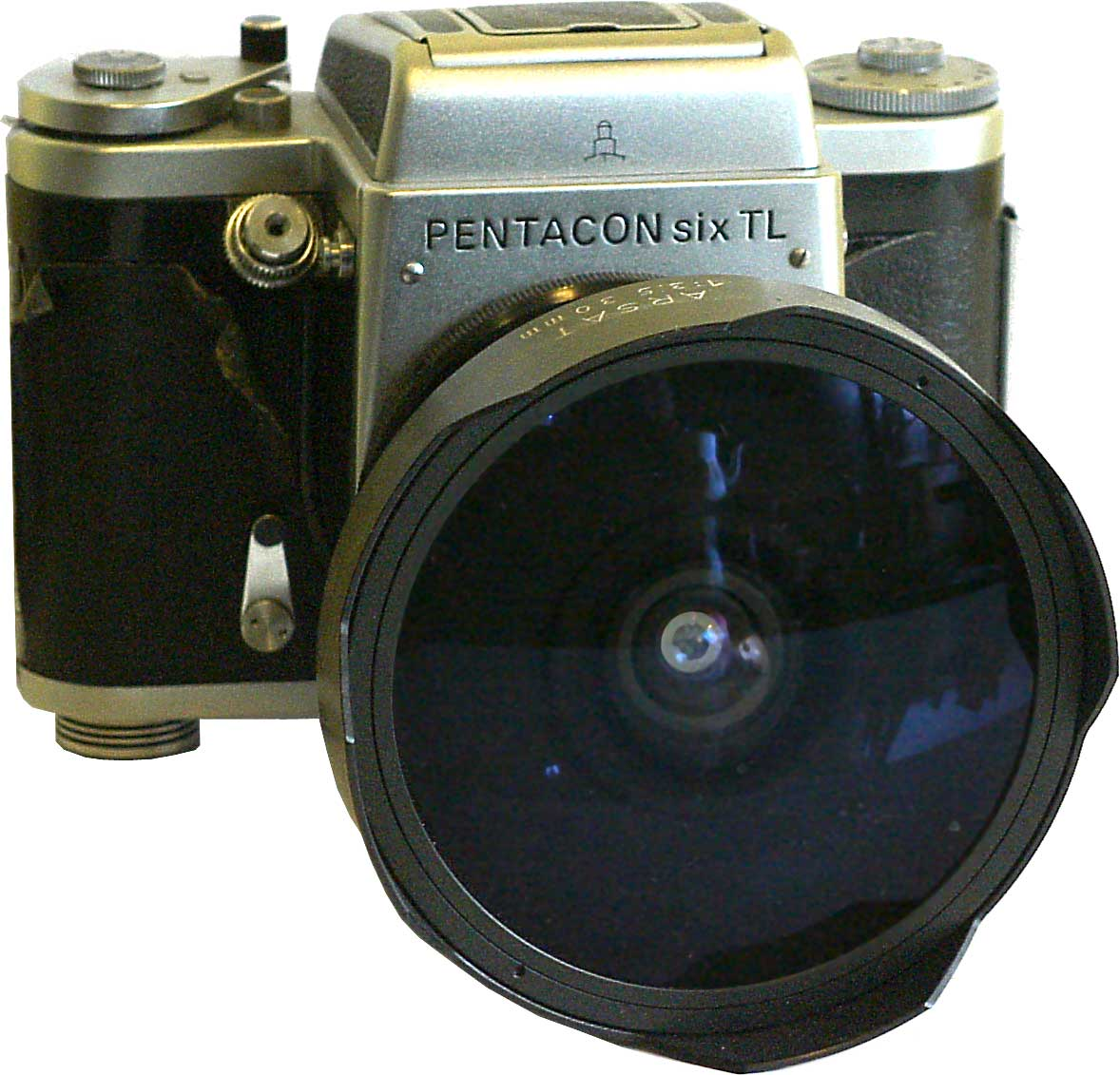
Mittelformatkamera Pentacon Six mit Fisheye Arsat 30 mm

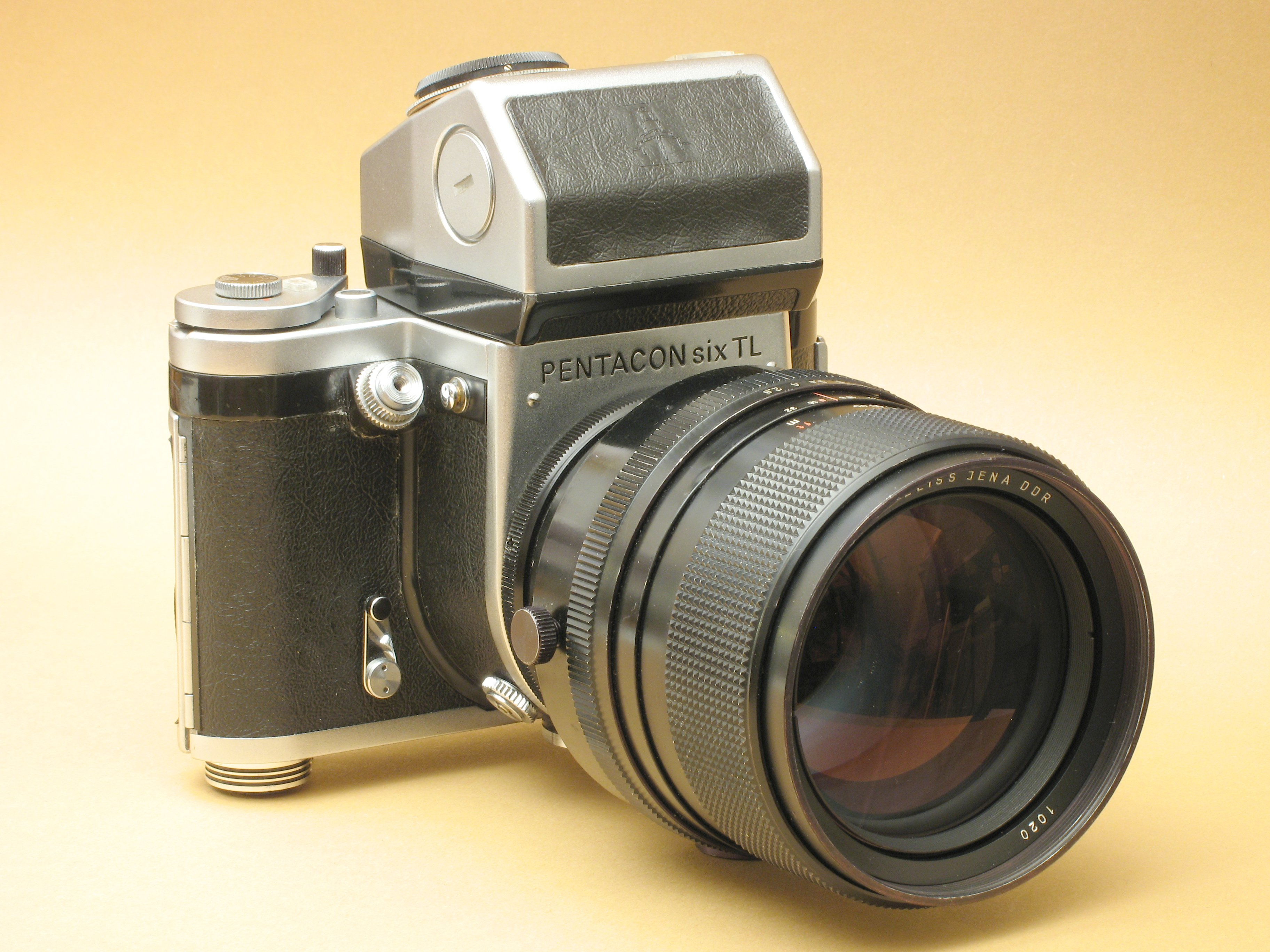
Pentacon Six mit TTL-Belichtungsmesser und Sonnar 1:2,8/180 mm

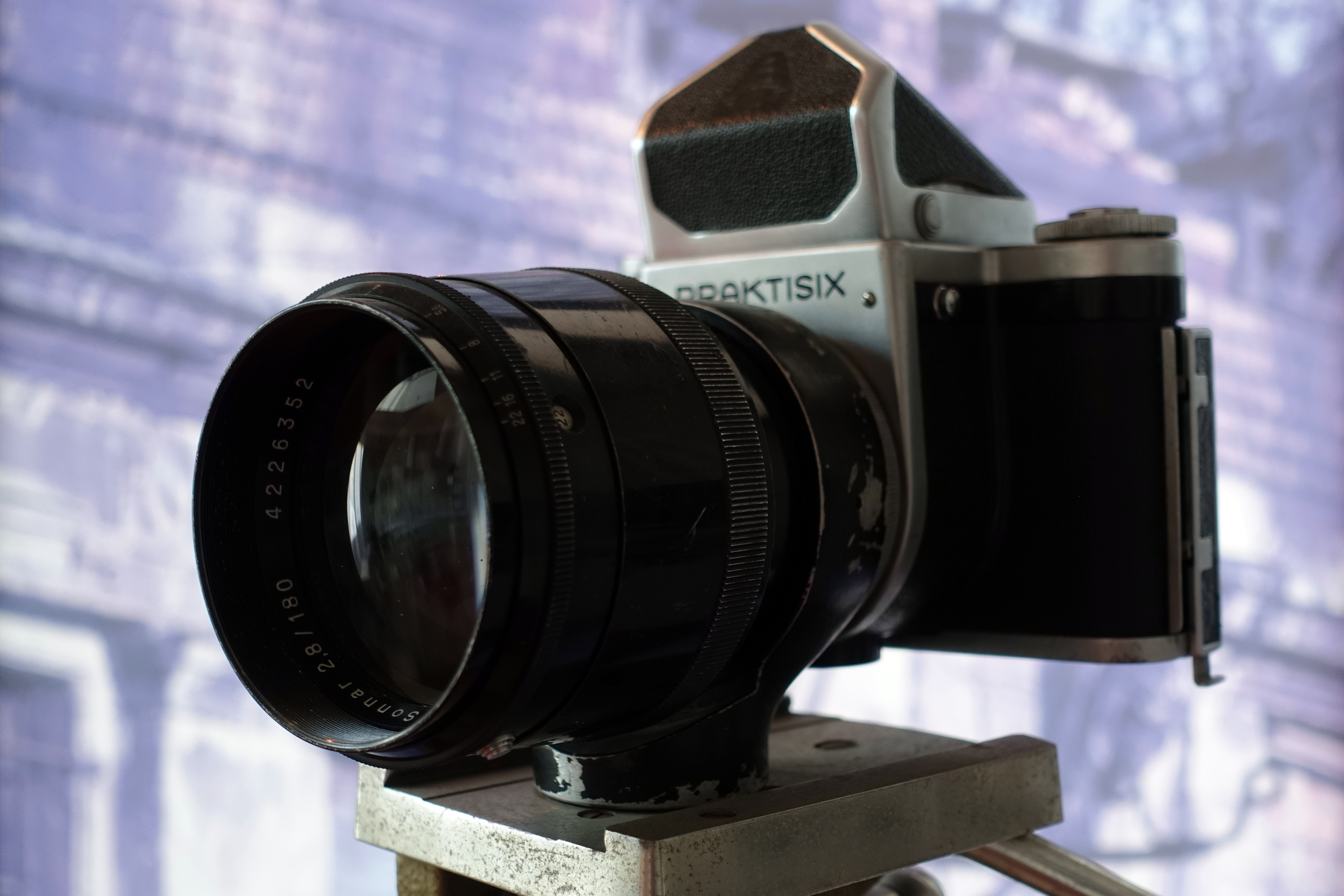
"Praktisix"-Spiegelreflexkamera, 6 × 6 cm Rollfilm, mit Prismenaufsatz und Zeiss Sonnar 2,8/180, VEB Kamerawerke Niedersedlitz, Dresden 1956 im Deutschen Fotomuseum

Die Pentacon Six ist eine klassische einäugige Spiegelreflexkamera für das Mittelformat (6 × 6), die von Pentacon in den Jahren 1966 bis 1969 gebaut wurde. Von 1969 bis 1990 wurde die besser ausgestattete Pentacon Six TL hergestellt.

## Praktisix – die Vorläuferin
Vorläuferin der Pentacon Six ist die vom VEB Kamera-Werke Niedersedlitz entwickelte und hergestellte, zur Pentacon Six weitgehend baugleiche Praktisix. An der Entwicklung war der Konstrukteur der ersten Praktica, Siegfried Böhm, beteiligt. Die Praktisix wurde anlässlich der photokina 1956 eingeführt und in ihrer ersten Version von 1957 bis 1964 produziert. Bis 1959 führten die Kameras das „KW“-Logo der Kamera-Werke. Die Praktisix war die erste einäugige 6×6 Reflexkamera, die in ihren Objektiven eine automatische Springblende aufwies. Die ersten Standardobjektive der Praktisix von Meyer-Optik Primotar und Zeiss (Tessar, Biometar) hatten noch keine Mehrfachvergütung.
Im Jahr 1964 kam die leicht verbesserte Praktisix II auf den Markt. Zwei Jahre später, 1966, erschienen gleich zwei neue Versionen. Als auffälligste optische Änderung hatte die Praktisix IIA nun herausziehbare Spulengegenlager, die nicht in das Gehäuse der Kamera integriert waren. Blitzanschluss, Bildzählwerk, Sucherarretierung und die Konstruktion der Filmbühne sind ebenfalls bereits wie bei der Pentacon Six gestaltet. Es wurden nur wenige Exemplare gebaut, da 1966 auch die Pentacon Six selbst auf den Markt gebracht wurde.

## Gestaltung und Technik
Auffällig ist das im Wesentlichen von der Praktisix übernommene Design der Pentacon Six, das an eine Kleinbild-Spiegelreflexkamera erinnert und sich so von den würfelförmigen Gehäusen der Konkurrenz unterscheidet.
Im Vergleich zur Praktisix verfügt die Pentacon Six über ein neues Bildzählwerk und eine Messwalze für den Filmtransport. Als Filmformat kann daher Rollfilm nicht nur der Konfektionierung 120, sondern auch 220 verwendet werden. Dies ergibt beim quadratischen Negativformat von 56 × 56 mm 12 bzw. 24 Aufnahmen. In Australien wurde die Kamera als Hanimex 66 verkauft.
Neben dem Lichtschachtsucher können ein Prismenaufsatz und ein Lupensucher verwendet werden. Die Pentacon Six hat einen Schlitzverschluss mit Verschlusszeiten von 1/1000 bis 1 s. Der Auslöser befindet sich ergonomisch günstig an der Vorderseite der Kamera. Kameraseitig wird eine automatische Springblende unterstützt.
Seit 1968 wurde ein passendes TTL-Prisma gefertigt. Ab 1969 gehörte es zur Standardausstattung der nun Pentacon Six TL genannten Kamera, die bis zur Liquidation von Pentacon 1990 vertrieben wurde.
Die tschechoslowakische Polizei nutzte ab 1984 eine modifizierte Pentacon Six TL unter dem Namen Pentacon Six TLs für 18 Aufnahmen im Format 38 mm × 45 mm auf 120er Film. Sie verfügte über eine entsprechend veränderte Bildfeldlinse und Filmmaske sowie Filmtransport per Handrad.
Die Kamera selbst ist vollmechanisch und robust, leidet jedoch oft altersbedingt unter verkrustetem Schmiermittel. Es ist außerdem auf ein sehr exaktes Einlegen des Films zu achten, da es sonst konstruktionsbedingt leicht zu Bildüberlappungen kommen kann.
Die vom ukrainischen Hersteller Arsenal ehemals gefertigten Kameras Kiev 6C und Kiev 60 lehnen sich zwar an das Design der Pentacon Six an, sind jedoch nicht als Kopien zu bezeichnen. Die Exakta 66 greift auf eine Reihe von Original-Grundbausteinen der Pentacon Six zurück, hat aber neben kosmetischen Veränderungen vor allem einen weiter entwickelten Objektivanschluss.

## P6-Objektivanschluss
Mit der Praktisix wurde ein neuer Bajonett-Anschluss für Mittelformat-Objektive eingeführt. Dieser Anschluss wird heute als P6-Bajonett, P6-Anschluss oder Pentacon-Six-Anschluss bezeichnet. Auch die speziellen Objektive für die Exakta 66 sind zum P6-Anschluss abwärtskompatibel.
Das Auflagemaß (Abstand des Objektivanschlusses von der Bildebene) beträgt 74,10 mm.
Es handelt sich um ein Klemmbajonett, das nicht durch Drehen des Objektivs selbst, sondern durch das Drehen eines Klemmrings arretiert wird. Das P6-Bajonett wurde vom ukrainischen Kamerahersteller Arsenal für eine Reihe zur Pentacon Six ähnlicher Mittelformat-Kameras übernommen. Adapter von P6 auf alle anderen gängigen Kameratypen sind erhältlich.

## Objektive
Objektive mit P6-Anschluss wurden von mehreren Herstellern produziert. Ältere Versionen verfügen noch nicht über eine Mehrfachvergütung („MC“). Die meisten in Deutschland angebotenen Objektive stammen von Zeiss oder von Meyer-Optik, Görlitz.
- Carl Zeiss Jena
  - Flektogon 4/50; Flektogon 2,8/65; Tessar 2,8/80; Biometar 2,8/80; Biometar 2,8/120; Sonnar 2,8/180; Sonnar 4/300; Spiegelobjektiv 5,6/1000

- Meyer-Optik Görlitz (später Pentacon)
  - Primotar E 3,5/80; Trioplan 2,8/105; Priotar 3,5/135; Priotar 3,5/180; Telemegor (auch Pentacon) 4/300; Telemegor 5,5/400; Pentacon (und Prakticar) 5,6/500

Weitere Hersteller von Objektiven mit P6-Anschluss sind Arsenal und Heinz Kilfit. Es passen weiterhin – mit kleineren Einschränkungen – Objektive für die Exakta 66, z. B. von Schneider Bad Kreuznach.